# David Lensi
David Lensi (Città di Castello, 10 novembre 1995) è un pallavolista italiano.
Gioca nel ruolo di libero nella Pallavolo Città di Castello.

## Carriera
Cresce nelle giovanili della Pallavolo Città di Castello, con cui esordisce in Serie A2 nella stagione 2011-12. L'anno successivo vince il campionato e ottiene la promozione in Serie A1.